# Toprak Sağlam
Toprak Sağlam (* 9. Oktober 1985 in Istanbul) ist eine türkische Schauspielerin.

## Leben und Karriere
Toprak Sağlam wurde am 9. Oktober 1985 in Istanbul geboren. Sie studierte am Müjdat Gezen Sanat Merkezi. Ihr Debüt gab sie 2005 in der Fernsehserie İlk Göz Ağrısı. Danach spielte sie 2007 in Kuzey Rüzgarı mit. Anschließend war sie von 2010 bis 2011 in der Serie Yerden Yüksek zu sehen. 2013 bekam sie eine Rolle in Osmanlı Tokadı.
2018 wurde sie für die Serie Mehmed: Bir Cihan Fatihi gecastet. Zwischen 2019 und 2020 trat Sağlam in Güvercin auf. 2023 bekam sie in der Serie Yalı Çapkını eine Nebenrolle.

## Filmografie (Auswahl)
Filme
- 2008: Gökten Üç Elma Düştü
- 2015: Delibal
- 2022: Müjdemi İsterim

Serien
- 2005: İlk Göz Ağrısı
- 2006: Karınca Yuvası
- 2009: Hicran Yarası
- 2013: Osmanlı Tokadı
- 2015: Kara Ekmek
- 2018: Mehmed: Bir Cihan Fatihi
- 2020: Şeref Sözü
- 2021: Kahraman Babam
- 2021–2022: Elkızı
- 2023: Yalı Çapkını